# 比奇克里克鎮區 (印地安納州格林縣)
比奇克里克鎮區（英語：Beech Creek Township）是位於美國印地安納州格林縣的一個行政鎮區。

## 地方資料
根據2010年美國人口普查的數據，比奇克里克鎮區的面積為122.80平方千米，當中陸地面積為122.60平方千米，而水域面積為0.20平方千米。當地共有人口2595人，而人口密度為每平方千米21.13人。